# Cruztitla, Mexico City
Cruztitla är en ort i Mexiko.   Den ligger i kommunen Milpa Alta och delstaten Distrito Federal, i den sydöstra delen av landet, 27 km sydost om huvudstaden Mexico City. Cruztitla ligger 2 319 meter över havet och antalet invånare är 496.
Terrängen runt Cruztitla är varierad. Runt Cruztitla är det tätbefolkat, med 411 invånare per kvadratkilometer. Närmaste större samhälle är Iztapalapa, 17,1 km norr om Cruztitla. Trakten runt Cruztitla består till största delen av jordbruksmark.